# Скорпион срещу Дъга
„Скорпион срещу Дъга“ е български игрален филм (приключенски, драма) от 1969 година на режисьора Владислав Икономов, по сценарий на Павел Вежинов. Оператор е Крум Крумов. Художник е Виолета Йовчева. Музиката във филма е композирана от Кирил Цибулка.

## Актьорски състав
- Васил Попилиев – Блаже Несторов
- Наум Шопов – полковник Тодоров
- Румена Трифонова – глухонямата Амелия
- Катя Паскалева – Бояна, жената на Кире Василишки
- Кирил Янев – Иванич (Ванче Разлогов)
- Иван Джамбазов – Борето, милиционер, братовчед на Сандо
- Богомил Симеонов – Сандо бюфетчията
- Георги Наумов – милиционер, проверяващ автобуса
- Коста Карагеоргиев – зъболекарят Сашо Юрушки, ятак на бандата
- Досьо Досев (като Досю Досев) – Игнат Пирински
- Анани Явашев – помощникът на полковника
- Борис Арабов
- Петър Пенков – Гетов
- Йордан Трифонов
- Добромир Манев – Кирил (Кире) Василишки, взводен командир на партизанската банда
- Стоян Гъдев – партизанин
- Стефан Мавродиев – Станчо
- Ганчо Ганчев – полковник
- Евстати Стратев – попа
- Димитрина Савова (не е посочена в надписите на филма) – братовчедката на Сандо
- Соня Маркова (не е посочена в надписите на филма)
- Нино Луканов (не е посочен в надписите на филма) – Чейс